# Raphaël Balla Guilavogui

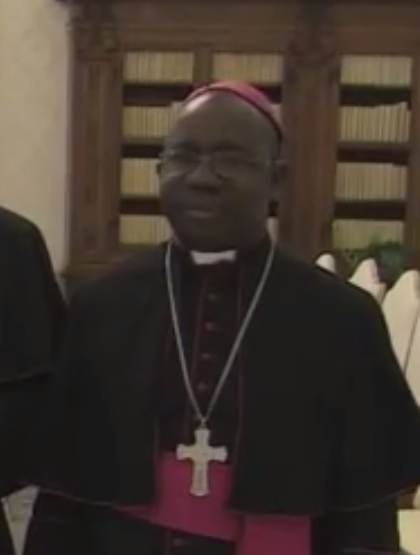
Raphaël Balla Guilavogui (2014)

Raphaël Balla Guilavogui (* 26. September 1964 in Woleme, Guinea) ist ein römisch-katholischer Geistlicher und Bischof von Nzérékoré.

## Leben
Raphaël Balla Guilavogui empfing am 14. November 1993 das Sakrament der Priesterweihe.
Am 14. August 2008 ernannte ihn Papst Benedikt XVI. zum Bischof von Nzérékoré. Der Sekretär der Kongregation für die Evangelisierung der Völker, Kurienerzbischof Robert Sarah, spendete ihm am 13. Dezember desselben Jahres die Bischofsweihe; Mitkonsekratoren waren der Bischof von Kankan, Emmanuel Félémou, und der Erzbischof von Conakry, Vincent Coulibaly.